# Бандама
Бандама — річка в Західній Африці.
Вона є найдовшою річкою в Кот-д’Івуарі. Довжина річки — близько 1050 км, її басейн охоплює площу 98.500 км². Напрямок течії річки з півночі на південь; вона впадає в Гвінейську затоку.
В 1973 році на річці збудована ГЕС з генеруючою потужністю 176 МВт.
Судноплавна на 65 км від гирла, вище через велику кількість порогів і різкого зниження рівня води в сухий період переміщення неможливе.